# Ratomir Dujković
Ratomir Dujković (in serbo Ратомир Дујковић?; Borovo, 24 febbraio 1946) è un allenatore di calcio ed ex calciatore jugoslavo, dal 2003 serbo-montenegrino e dal 2006 serbo, di ruolo portiere.

## Carriera

### Giocatore

#### Club
Debuttò da professionista nel 1962 con la Stella Rossa, cui legò il proprio nome per ben 11 stagioni, vincendo cinque campionati jugoslavi, tre Coppe di Jugoslavia e la Coppa Mitropa 1967-1968.
Nell'estate del 1974 si trasferì in Spagna al Real Oviedo dove giocò per tre stagioni.
Rientrato in patria, venne ingaggiato dall'Osijek, prima di chiudere la carriera al Galenika Zemun.

#### Nazionale
Fece il suo debutto con la nazionale jugoslava il 21 aprile 1971, subentrò al posto di Radomir Vukčević in occasione dell'amichevole casalinga contro la Romania. La sua ultima partita con i Plavi la disputò il 27 ottobre dello stesso anno contro il Lussemburgo.
Indossò la maglia della nazionale per un totale di quattro partite e fu il terzo portiere nella spedizione di Italia 1968 dove ottenne una medaglia d'argento.

### Allenatore
Iniziò la carriera da allenatore proprio nell'ultimo club in cui aveva militato, il Galenika Zemun, dove rimase fino al 1986, quando entrò nello staff tecnico della Stella Rossa, come allenatore dei portieri.
Nel 1992 venne ingaggiato dalla nazionale venezuelana, ottenendo risultati modesti.
Nel 1996 venne nominato commissario tecnico della nazionale del Myanmar, riuscendo a qualificarsi ai Giochi Asiatici.
Ritornò in Venezuela, dove allenò lo Zulia, l'U. de Los Andes e l'Est. Mérida.
Nel 2000, inoltre, entrò a far parte dello staff tecnico della nazionale jugoslava allenata da Vujadin Boškov agli Europei del 2000.
Il 1º dicembre 2001 accettò la guida della nazionale ruandese, che guidò alla qualificazione, per la prima volta nella storia del Paese, alla Coppa d'Africa del 2004, rimase in carica fino al 30 dicembre 2004.
Il 15 dicembre del 2004 la Federazione ghanese gli affidò la guida della nazionale ghanese, che guidò nella Coppa d'Africa del 2006, e nei successivi Mondiali del 2006, con la storica qualificazione agli ottavi di finale, rimase in carica fino al 15 luglio 2006.
Il 21 ottobre 2006 venne nominato allenatore della Nazionale cinese olimpica alle Olimpiadi di Pechino 2008, carica che durò fino al 15 ottobre 2008.
Il 15 giugno 2009 venne nominato allenatore della Nazionale di calcio della Serbia Under-21, fino al 12 agosto 2010.
Il 28 ottobre 2010 diventò CT della nazionale di calcio siriana, fino al 5 dicembre 2010.

## Statistiche

### Cronologia presenze e reti in nazionale
| Cronologia completa delle presenze e delle reti in nazionale ― Jugoslavia | Cronologia completa delle presenze e delle reti in nazionale ― Jugoslavia | Cronologia completa delle presenze e delle reti in nazionale ― Jugoslavia | Cronologia completa delle presenze e delle reti in nazionale ― Jugoslavia | Cronologia completa delle presenze e delle reti in nazionale ― Jugoslavia | Cronologia completa delle presenze e delle reti in nazionale ― Jugoslavia | Cronologia completa delle presenze e delle reti in nazionale ― Jugoslavia | Cronologia completa delle presenze e delle reti in nazionale ― Jugoslavia |
| Data                                                                      | Città                                                                     | In casa                                                                   | Risultato                                                                 | Ospiti                                                                    | Competizione                                                              | Reti                                                                      | Note                                                                      |
| ------------------------------------------------------------------------- | ------------------------------------------------------------------------- | ------------------------------------------------------------------------- | ------------------------------------------------------------------------- | ------------------------------------------------------------------------- | ------------------------------------------------------------------------- | ------------------------------------------------------------------------- | ------------------------------------------------------------------------- |
| 21-4-1971                                                                 | Novi Sad                                                                  | Jugoslavia                                                                | 0 – 1                                                                     | Romania                                                                   | Amichevole                                                                | -1                                                                        | 46’                                                                       |
| 22-9-1971                                                                 | Sarajevo                                                                  | Jugoslavia                                                                | 4 – 0                                                                     | Messico                                                                   | Amichevole                                                                | -                                                                         | 74’                                                                       |
| 16-10-1971                                                                | Belgrado                                                                  | Jugoslavia                                                                | 0 – 0                                                                     | Germania Est                                                              | Qual. Euro 1972                                                           | -                                                                         |                                                                           |
| 27-10-1971                                                                | Titograd                                                                  | Jugoslavia                                                                | 0 – 0                                                                     | Lussemburgo                                                               | Qual. Euro 1972                                                           | -                                                                         |                                                                           |
| Totale                                                                    |                                                                           | Presenze                                                                  | 4                                                                         |                                                                           | Reti                                                                      | -1                                                                        |                                                                           |

## Palmarès

### Giocatore

#### Club

##### Competizioni nazionali
- Campionato jugoslavo: 5

Stella Rossa: 1963-1964, 1967-1968, 1968-1969, 1969-1970, 1972-1973
- Coppa di Jugoslavia: 4

Stella Rossa: 1963-1964, 1967-1968, 1969-1970, 1970-1971

##### Competizioni internazionali
- Coppa Mitropa: 1

Stella Rossa: 1967-1968